# Tenpō
Tenpō (天保) foi um período japonês (年号, nengō) antes Bunsei e depois Kōka. O período ocorreu  de 1830 até 1844. O Imperador reinante neste período foi Ninko-tennō (仁孝天皇).

## Mudança de era
- Tenpō gannen (天保元年); 10 de Dezembro, 1830: No 13º ano de Bunsei, a nova era Tenpō (que significa "Divina proteção Imperial") foi criada para marcar as catástrofes: grande incêndio em Edo e um terremoto em Kyoto. O nome da nova era foi criado a partir de um ditado: Respeito e adoração às formas do céu. Cuidar eternamente da ordem do céu (欽崇天道、永保天命).

## Eventos da eraTenpō
- Tenpō 5 (1834):
  - Kondō Isami nasce em Tama.
- Tenpō 6 (20 de Julho, 1835): Terremoto na Costa de Sanriku (Região de Tōhoku)(Latitude: 37.900/Longitude:  141.900), magnitude 7.6 na Escala Richter.[1]
  - Hijikata Toshizō nasce, 5 de maio.
- Tenpō 7 (1836):
  - Matsudaira Katamori nasce em Edo.
- 1837 (Tenpō 7): Tokugawa Ieyoshi se torna o 12º shogun do governo dos Shogunato Tokugawa.[2]
- Tenpō 8 (1837):
  - Ampla Disseminação de revoltas.
  - Rebelião de Ōshio Heihachirō.
  - Rebelião de Ikuta Yorozo.

Desenho japonês do navio de Morrison, ancorado na frente de Uraga em 1837.

- - Incidente Morrison. Navio americano repelido por fogo de canhão japonês.
  - Tokugawa Yoshinobu nasce.
- Tenpō 13 (1842):
  - Reformas Tenpō.
- Tenpō 14 (25 de abril, 1843): Tremor de terra em Yezo, Kushiro, Nemuro em Hokkaidō (Latitude: 41.800/Longitude: 144.800), 8,4 graus na Escala Richter.[1]
- Tenpō 15 (1844):
  - Saitō Hajime nasce em Edo.
  - Revisão do Calendario.
  - Grande escassez.
  - Revolta na Provincia de Chōshū.
  - Fogo no castelo em Edo.

## Referencias
- John Whitney Hall, Marius B. Jansen. (1991). Inicio do Japão Moderno: The Cambridge History of Japan. Cambridge: Cambridge University Press. 10-ISBN 0-521-22355-5; 13-ISBN 978-0-521-22355-3; OCLC 62064695